# Chilothorax variipennis
Chilothorax variipennis är en skalbaggsart som beskrevs av Schmidt 1922. Chilothorax variipennis ingår i släktet Chilothorax och familjen Aphodiidae. Inga underarter finns listade i Catalogue of Life.